# Logan Marshall-Green

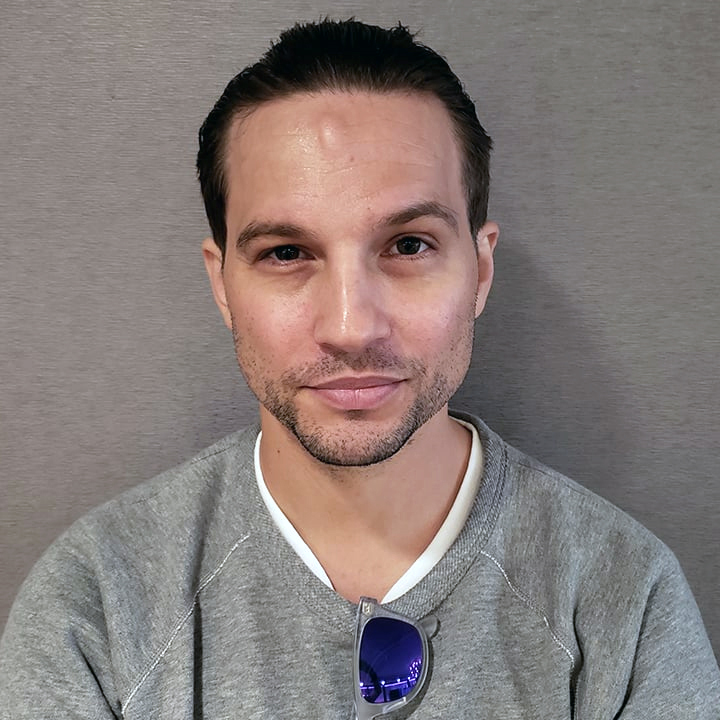
Logan Marshall-Green (2018)

John Logan Marshall-Green (* 1. November 1976 in Charleston, South Carolina) ist ein US-amerikanischer Schauspieler.

## Leben
John Marshall-Green wuchs bei seiner Mutter Lowry Marshall und mit seinem Zwillingsbruder Taylor in Rhode Island auf, wo er auch die High School besuchte. Danach begann er an der University of Tennessee zu studieren, wechselte später aber zur New York University. Marshall-Green hat sowohl einen Abschluss in Literaturwissenschaft von der University of Tennessee als auch einen Masterabschluss an der Tisch School of the Arts der New York University.
Neben Filmauftritten hatte Marshall-Green Gastauftritte in Serien wie unter anderem Law & Order und Law & Order: Special Victims Unit. 2005 spielte er zwei etwas größere Nebenrollen in 24 und O.C., California, womit er seinen internationalen Durchbruch erreichte. 2007 bekam er eine Hauptrolle in der ABC-Fernsehserie Traveler, die jedoch nach acht Episoden wieder eingestellt wurde.
2012 trat er im Film Prometheus von Ridley Scott als Besatzungsmitglied an Bord der Prometheus auf, 2017 dann neben Tom Holland und Michael Keaton in Spiderman: Homecoming.
Bis 2005 war er mit der Schauspielerin Anna Paquin liiert, später war er mit Kelli Garner zusammen. Im Januar 2013 meldeten die Medien, dass er sich mit der Schauspielerin Marisa Tomei verlobt habe, was diese jedoch dementierte. Von 2012 bis 2020 war er mit der Schauspielerin Diane Marshall-Green verheiratet. Im April 2014 hatte das Paar die Geburt eines Sohnes bekanntgegeben. Marshall-Green ist auch Stiefvater der Tochter seiner Frau (geb. 2010), deren Vater der Schauspieler Johnny Lewis war.

## Filmografie

### Serien
- 2002: Law & Order: Special Victims Unit (4x25)
- 2005: 24 (6 Episoden)
- 2005: O.C., California (The O.C., 9 Episoden)
- 2007: Traveler (8 Episoden)
- 2009–2010: Dark Blue (20 Episoden)
- 2016: Deckname: Quarry (Quarry, 8 Episoden)
- 2017–2018: Damnation (10 Episoden)
- 2019: When They See Us (Miniserie, Episode 1x04)
- 2020: Schatten der Mörder – Shadowplay (Shadowplay, 8 Episoden)
- 2021–2022: Big Sky

### Filme
- 2004: The Kindness of Strangers
- 2005: The Great Raid – Tag der Befreiung (The Great Raid)
- 2005: Alchemy
- 2007: Across the Universe
- 2009: Gesetz der Straße – Brooklyn’s Finest (Brooklyn’s Finest)
- 2010: Devil – Fahrstuhl zur Hölle (Devil)
- 2012: Prometheus – Dunkle Zeichen (Prometheus)
- 2013: Cold Comes the Night
- 2013: As I Lay Dying
- 2014: Madame Bovary
- 2015: The Invitation
- 2016: Snowden
- 2017: Sand Castle
- 2017: Spider-Man: Homecoming
- 2018: Upgrade
- 2021: How It Ends
- 2021: Intrusion
- 2022: Redeeming Love – Die Liebe ist stark (Redeeming Love)
- 2022: Lou
- 2023: Bucky F*cking Dent
- 2024: Carry-On

### Videospiel
- 2019: Telling Lies

### Musikvideo
- 2022: R.A. The Rugged Man – Dragon fire

## Theater
- The Distance from here
- 2005: Swimming in the Shallows
- 2005: Bus Stop
- 2005–2006: Dog Sees God
- 2006: Pig Farm